# Акацири
Акацири — кочове плем'я, одна з складових гунського племінного союзу, що мешкали на теренах сучасної України. Одні дослідники кажуть про тюрське походження племені, інші про до фрако-даків племені агафірсів.
Акацирів або акатзирів Йордан називає «наймогутнішим», «найсильнішим» і визначає його як неземлеробське, що займається скотарством та полюванням. «З півдня їх (естів) сусідами було дуже сильне плем'я акацирів, яке не знає злаків, але харчується від худоби і полювання. Далі за ними тягнуться над Понтійським морем місця розселення болгар… А там і гуни, як сама плодовита поросль з усіх найсильніших племен…», пише Йордан.
Історик відокремлює гунів — місцеве землеробське населення від кочівників — хазарів і болгар. Він, як і Птоломей, перераховує народи Східної Європи за годинниковою стрілкою. За балтійськими племенами — естами, які населяли лісову зону на півночі, мешкають хазари в степах Поволжя і Дона. Від них на захід над Чорним морем до гирла Дунаю кочують болгари. А далі за болгарами в зоні лісостепу живуть гуни. Сучасник Йордана Прокопій Кесарійський на цьому ж місці розміщує «численні племена антів».
Візантійський історик Пріск писав про акацирів на сто років раніше… вони тоді жили в припонтійських областях і ходили через Каспійські ворота у Кавказькому гірському хребті війною на персів. Судячи по тому, що ряду акацирських князьків імператор Феодосій II регулярно посилав «дари», акацири були сильним плем'ям, союз з якими для імперії був бажаним. Прокопій Кесарійський не називає в своїх творах племені акацирів, але говорить, що в припонтійських степах жили гуни «кімерійські», які в той час називалися утігурами.
Інші джерела кажуть, що Аттіла підпорядковує ще одне, шосте числом, тюрське плем'я (акацири — ак-хазири — білі хозари), яке було «найсильнішим» та «наймогутнішим». Пізніше саме воно, як найсильніше, об'єднує інші тюркські племена в хозарську державу. Тому, що плем'я акацирів було чисельним, керівництво ним Аттила не довіряє місцевому князьку, а посилає свого сина Денгізіха.
Правив акацирами король (каган) Карадах (Karadach або Karidachus), до якого прибуває візантійське посольство Пріска. Син Аттили правили ними після Карадаха.